# Champs (Aisne)
Champs – miejscowość i gmina we Francji, w regionie Hauts-de-France, w departamencie Aisne.
Według danych na styczeń 2014 roku gminę zamieszkiwało 300 osób, a gęstość zaludnienia wynosiła 33 osoby/km².